# Вероника Лазарова
Вероника Лъчезарова Лазарова е българска архитектка, поетеса и художничка.

## Биография
Родена е на 16 февруари 1981 г. в София.
Първите години от детството си Вероника живее в Ловеч, но по-късно нейните родители – машинни инженери, трайно се установяват в Михайловград и тя завършва основно и средно образование в Монтана. През 2005 г. завършва УАСГ, София, а 6 години по-късно защитава докторска дисертация на тема „Развитие на културно-пространствената идентичност на големите български градове в условията на Европейска интеграция“.
За нея доц. д-р арх. Елена Димитрова казва:
| „ | „Вероника Лазарова доказва изследователски умения, способност да обвърже общото с частното, глобалното с локалното, да ситуира обекта на изследването в сложен културен и пространствен контекст. Вродената упоритост и последователност на Вероника Лазарова в отстояване на собствена позиция и куражът ѝ да пресича границите между професионалните полета, да търси нов прочит на известни факти и да приложи нови за професията инструменти се допълват с умение да изслушва и критично да преценява различни професионални мнения и аргументи“. | “ |

Като съсобственик и управител на фирма за архитектурно проектиране „Блоб студио“ ООД, София арх. Вероника Лазарова проектира многофамилни жилищни сгради в Несебър, квартал „Витоша“ в София, хотели, офиси на „Първа инвестиционна банка“ в столицата и страната, интериорни решения, тримерни визуализации и други. Взима участие в колектив за изработване на Директивен план-схема на Перник, участва в колектив в конкурси за: сграда на „Юнионбанк“ – София; общ устройствен план на Сливен; централна градска част на Севлиево; концепция за общ устройствен план на Варна; разширение на Национална художествена академия; идеен паркоустройствен проект на парк „Арпезос север“ и бизнес парк – Кърджали; Концепция за устройство и урбанистично развитие на градския център на Горжув Виелкополски (Полша).
Дипломният и проект на тема „Северна дъга на София“ е отличѐн и се помни дълго време. С колектив печели втора награда в конкурс за обемно-устройствено проучване на Централна железопътна гара в Пловдив и плакет и грамота на Съюза на архитектите в България и Камарата на архитектите в България от Националния преглед на българската архитектура през 2008 г.
През 2010 г. в екип от урбанисти и архитекти нейната фирма „Блоб студио“ ООД печели финансиране по програма „Култура“ на Столичната община за изработване на културно-информационен сайт за Улпия Сердика (www.ulpiaserdica.com). Сайтът е с изчистен дизайн и с достъпни за четене карти. Материалът е под формата на исторически карти, карта на Сердика, наложена върху съществуващия сега град София, кратка история и авторски снимков материал. Сайтът е информативен, изчистен от тежка терминология, достъпен за обикновения потребител.
Владее английски, немски и руски език и притежава специализирани компютърни умения AutoCad Architekture, Archicad, 3D Studio Max и др.
През 2010 и 2011 г., с цел проучване на архитектурните традиции и стил в Европа, посещава Варшава, Виена, Париж, Франкфурт на Майн, Барселона, Валенсия и много други градове.

## Научни доклади и публикации
- „Малките публични места в града“. Доклад пред международна научно-приложна конференция. УАСГ, София, 2009 г.
- „Културните взаимодействия в пространствата на европейските градове – предпоставка за устойчиво градско развитие“. Доклад пред юбилейна научна конференция „65 години УАСГ – София“, 2007 г.

## Преподавателска дейност
През 2005 – 2007 година е хоноруван преподавател в УАСГ по дисциплините:
- „Градоустройство“,
- „Ландшафтна архитектура“,
- „Регионално планиране“.

## Поет, художник и редактор
- Лазарова, Вероника. Аз, разноцветната.   он лайн, Сиела, 2012. ISBN 9789542810605. с. 168.

Д-р арх. Вероника Лазарова е не само архитект и учен, но и поет и художник. За поетичното си творчество тя е наречена Петя Дубарова от Монтана.
По-известни нейни творби са: „Сълзи в сапунени мехури“, и картините: „Йероглиф“, „Нестинарка“, „Самота“, „Нимфа“, „Очакването“, „Болка“ и „Венеция“.
През 2002 г. Вероника Лазарова основава и става първият главен редактор на студентския вестник „вЗор“ в УАСГ.
Д-р Вероника Лазарова умира от меланома на 17 октомври 2011 г.

## Семейство
Вероника Лазарова е наследница на възрожденски род от Ловеч. Сред нейните прадеди е Атанас Пелов Латев, с високо за времето си образование, родолюбив българин и кмет на село Баховица, обесен от турците заедно с други родолюбиви ловчалии на 15 юли 1877 г. в двора на Харманската църква в Ловеч.
В рода на Вероника Лазарова има много строители.
- Прадядо ѝ Христо е бил строител на къщи и кооперации в Ловеч.
- Дядо ѝ Петър Лазаров, офицер-строител от Строителните войски, участва или ръководи изграждането на военните летища в Граф Игнатиево и Балчик, пограничния кльон в Малко Търново, завода за цимент в с. Златна Панега, водопровода от с. Черни Осъм, Троянско до Плевен, изграждането на корекцията на река Осъм в района на Ловеч и други.
- Леля ѝ стр. инж. Стефка Лазарова като представител на студентския съвет и член на академичния съвет във ВИСИ е сред положилите първата копка на новата сграда на УАСГ в София.